# アニコン
『アニコン』は、やぶうち優による日本の少女漫画作品。

## 概要
『ChuChu』（小学館）にて、2006年1月号から10月号まで連載。全10話。単行本はちゅちゅコミックスより全2巻。
オタクな義兄が大好きな女の子が主人公のラブコメディ漫画。一貫して、主人公の一途な恋を描いた明るいストーリー展開になっている。
雑誌連載時は『それでも恋してる!』という副題がついていたが、単行本では副題はついていない。

## あらすじ
東雲真綾（通称まあち）は15歳。顔、性格、成績バツグンな兄・東雲理一のことを恋愛対象として意識してしまう女の子。血のつながらない兄妹どうし、両親の仕事の都合上で2人暮らし中なだけに、まあちの想いは募るばかり。さて、そんな2人にはある秘密があって…。

## 登場人物
登場人物名は、苗字が方角、名前が暦の月にまつわるものになっている。また、"南月"以外の苗字は東京都内の鉄道の駅名にほぼ一致する。
東雲真綾（しののめ まあや）
性格は至って明るい女の子。通称はまあちで、作中ではほとんど名前ではなく通称または苗字で呼ばれている。
義兄の理一の事が大好きで、異性として意識している。傍から見ると過剰なまでのブラコン。理一がオタクだと周りにバレないように常にガードしている。好物は卵料理で、特に理一がつくった卵料理はおいしそうに食べる。オタクではないが理一の悦ぶ顔を見たいため、コスプレをしている。髪型は主にツインテール。ロングヘアのときもある。誕生日は3月3日。
東雲理一（しののめ りいち）
真綾の義兄。アニメオタク。真綾に対しては、普通の兄妹のように接している。作品世界内でテレビ放映されている美少女戦士アニメ「ポスタル◆メイド」の大ファン。漫画も好きで、「ないしょのつぼみ」の単行本を漫画専門店で購入している。その一方で、料理などの家事をこなす一面もある。ショートカットの髪型をした女の子達と付き合うことが多い。誕生日は1月31日。
西園潤（にしぞの じゅん）
真綾のクラスメイトの男子。一見チャラ男で女子にモテる。ちょっとシスコン気味で、今まで女の子にほれたことがなかったものの、真綾のことが本気で気になり、告白を試みる。誕生日は3月31日。
西園芽衣（にしぞの めい）
潤の姉。理一とは同級生かつオタク仲間。Gカップの巨乳で黒髪のショートカット。童顔。性格は品行方正。以前は親の目が厳しく、思うように趣味を満喫できなかったが、理一と出会ってからは、同人誌即売会でコスプレをするなど、オタク生活を心から楽しんでいる。今まで女の子しか好きになったことがない。同人誌即売会の参加歴が少ないのに同人誌事情に詳しい。誕生日は5月1日。
水無月桜雅（みなづき おうが）
アニメーターで「ポスタル◆メイド」のキャラデザイナー。理一と芽衣の憧れの人。イケメン顔で女性からの人気が高いが、普段はラフな服装をしている。本名の姓は南月（みなつき）。
南月樹来（みなつき いつき）
真綾たちと同じマンションの隣の部屋に引っ越してきた女の子。水無月桜雅の妹。ショートカットで童顔。話術が巧みで小悪魔的な性格を持っている。「ポスタル◆メイド」のビアンコのモデルで、コスプレと得意の話術で理一を我が物にしようとする。
りるりる（※本名は不明）
真綾の友人の一人で、いわゆる今時の女子高生。
うづうづ（※本名は不明）
りるりると同じく真綾の友人の女子。雑誌掲載時はウブウブと表記されていたが、変更されたのか誤植だったのかは不明。
北千住（きたせんじゅ ※名前は不明）
理一が中学生の頃付き合っていた元カノの女子。髪型はショートカット。理一と付き合っていることに嫉妬した真綾に、嫌がらせをされたことがある。

## ポスタル◆メイド
『ポスタル◆メイド』は『アニコン』の作品世界内でテレビ放映されている美少女戦士アニメ。またその作品に登場する、郵便をモチーフにした少女戦士たちの名前。ショートで黄色い髪の少女ビアンコと、ロングでピンクの髪の少女ロッソの2人組。瞳の形は2人とも星型になっている。
作品世界内では、芽衣がビアンコの、真綾がロッソのコスプレをしている。物語の終盤では『ポスタル◆メイド』の続編『ポスタル◆メイド Exp（エクスパック）』が放送されることが決まり、芽衣と真綾もその作品のコスプレをしている。
デザインを手がけたのは、『サイキックフォース』のキャラクターデザインを担当したかどつかさ。

## 書誌情報
- やぶうち優『アニコン』小学館〈ちゅちゅコミックス〉
  1. 2006年7月発行、ISBN 4-09-130608-X
  2. 2006年11月発行、ISBN 4-09-130787-6